# A區通勤專車
A區通勤專車，官方名稱：新城A區建築工人交通專線，由公共建設局及交通事務局聯合協調、新城A區內各承建單位負責，由澳巴及新福利聯營，往返關閘至新城A區A12地段。

## 背景
- 2022年7月23日，為配合澳門本地大規模COVID-19疫情放緩，當局臨時增設27S路線方便工人出入新城A區地盤。但隨著社會復常和公共巴士路線已恢復基本運作，上述路線由同年8月8日起停運並引發爭議。[1][2]
- 自27S路線取消後，絕大部分建築工人只可通過步行或乘坐的士離開新城A區，有社會人士或澳門立法會議員形容該路線取消後工人出入倘逢風雨驟至，更何謂危機四伏，倍添艱辛。[3] 交通事務局聯同公共建設局於2023年5月12日發出聯合新聞稿指，已要求承建商於指定時間安排車輛接載工人進出工地。[4]
- 2025年4月下旬，有《澳門日報》記者拍攝到新城A區至澳門半島第二連接橋（A2連接橋）有該區建築工人翻越護欄進入行車橋面，公共建設局和交通事務局隨後於行人天橋較易攀爬的位置增設大型警示牌，採用水馬及圍欄作進一步分隔，並安排保安人員看守，禁止行人進入行車橋面；公共建設局亦開展相關安全宣傳教育工作。[5]
- 2025年4月27日，公共建設局要求承建單位配備足夠的專巴及其他交通工具接載人員，以保障人員出行安全。各承建單位亦持續推動人員使用轄下提供的交通工具上下班，擬計劃提供專線往來關閘及新城A區各工地的定點路線服務。[6]

## 歷史
- 2025年5月15日，本線開設，試行一個月，於上下班時段提供定點接載服務。[7][8]

## 使用車輛
- 所有車輛由公共建設局和交通事務局協調安排新城A區內各工地承建單位租賃澳巴或新福利非營運車輛行駛。

### 澳巴
- 宇通ZK6105HG
- 宇通ZK6115HG1

### 新福利
- 蘇州金龍KLQ6108GQE5

## 路線資料

### 收費
- 所有乘客需持承建單位發出之“通勤卡”方可拍卡乘車

### 服務時間及班距
| 服務時間            | 服務時間         | 每天                    |
| ------------------- | ---------------- | ----------------------- |
| 關閘東側上落客區    | 關閘東側上落客區 | 06:20-08:40 17:00-20:10 |
| 新城A區A12地段附近  |                  | 06:20-08:40 17:00-20:10 |
| 班距                | 班距             | 不固定，客滿即開        |
| 8號風球生效期間停駛 |                  |                         |

### 路線停站
| A區通勤專車        |
| 關閘東側上落客區   |
| ↓↑                 |
| 新城A區A12地段附近 |

## 運作情況
- 2025年5月15日（試行首日）運作大致暢順，在上班時間有部分工人不知道有關措施，另有部分工人乘坐本線上班，認為設立專線相對方便。[9]大批建築工人於同日下班時間乘坐本線抵達關閘，班次非常頻密；有受訪工人表示乘坐本線需持有承建商派發的“通勤卡”方可乘坐，暫時未實施收費，專車滿人即開，相較步行能夠節省20多分鐘通勤時間，眾多工人希望能夠持續推行或恆常化相關措施。[10][11][12]

## 外部連結
- 澳門新福利公共汽車有限公司（官方網站） （页面存档备份，存于）
- 澳門公共汽車股份有限公司（官方網站） （页面存档备份，存于）